# Deudorigini
Tribu
Les Deudorigini sont une tribu de papillons de la famille des Lycaenidae.

## Liste des genres
Selon BioLib (24 juin 2024) :
- Araotes Doherty, 1889
- Artipe Boisduval, 1870
- Bindahara Moore, 1881
- Capys Hewitson, 1865
- Deudorix Hewitson, 1863
- Hypokopelates Druce, 1891
- Hypomyrina Druce, 1891
- Pamela Hemming, 1935
- Paradeudorix Libert, 2004
- Pilodeudorix Druce, 1891
- Qinorapala Chou & Wang, 1995
- Rapala Moore, 1881
- Sinthusa Moore, 1884
- Sithon Hübner, 1819

## Classification
La tribu des Deudorigini a été créée en 1886 par l'entomologiste américain William Doherty (1857-1901) sous le protonyme Deudoriginae.

### Publication originale
- (en) William Doherty, « A list of butterflies taken in Kumaon », Journal of the Asiatic Society of Bengal, Inde, vol. 55, no 2,‎ 5 mai 1886, p. 103–140 (ISSN 0368-1068, lire en ligne, consulté le 24 juin 2024).